# Anthomyia facialis
Anthomyia facialis este o specie de muște din genul Anthomyia, familia Anthomyiidae. A fost descrisă pentru prima dată de Malloch în anul 1918. Conform Catalogue of Life specia Anthomyia facialis nu are subspecii cunoscute.